# Lippia hispida
Lippia hispida là một loài thực vật có hoa trong họ Cỏ roi ngựa. Loài này được R.D.Good mô tả khoa học đầu tiên năm 1930.